# Danny Kamekona
Danny Kamekona (Hilo, 5 novembre 1935 – Los Angeles, 2 maggio 1996) è stato un attore statunitense.

## Biografia
Inizio la sua carriera d'attore nel 1968 prendendo parte a diversi episodi di Hawaii Squadra Cinque Zero.
Nel 1986 debuttò sul grande schermo nel film Karate Kid II - La storia continua.... Altri suoi crediti cinematografici includono La vedova nera, Piccola peste, Mi gioco la moglie... a Las Vegas e Guerre di robot.
Fu trovato morto nel suo appartamento a Los Angeles, il 2 maggio 1996, all'età di 60 anni. Secondo i suoi amici e familiari, era morto da diversi giorni nel suo bagno. Si ipotizzò un infarto. Tuttavia, la causa esatta della morte non fu mai rivelata.

## Filmografia parziale

### Cinema
- Karate Kid II - La storia continua... (The Karate Kid Part II), regia di John G. Avildsen (1986)
- La vedova nera (Black Widow), regia di Bob Rafelson (1987)
- Robot Jox, regia di Stuart Gordon (1990)
- Piccola peste (Problem Child), regia di Dennis Dugan (1990)
- Benvenuti in paradiso (Come See the Paradise), regia di Alan Parker (1990)
- Mi gioco la moglie... a Las Vegas (Honeymoon in Vegas), regia di Andrew Bergman (1992)
- Guerre di robot (Robot Wars), regia di Albert Band (1993)

### Televisione
- Barnaby Jones – serie TV, 2 episodi (1979)
- Hawaii Squadra Cinque Zero (Hawaii Five-O) – serie TV, 33 episodi (1968-1980)
- Magnum, P.I. – serie TV, 6 episodi (1981-1984)
- Hiroshima - Inferno di cenere (Hiroshima: Out of the Ashes) – film TV (1990)
- Il segreto del mare (And the Sea Will Tell) – film TV (1991)
- Walker Texas Ranger (Walker, Texas Ranger), Episodio 1x04 (1993)
- La legge di Burke (Burke's Law) – serie TV, 27 episodi (1994-1995)

## Doppiatori italiani
Nelle versioni in italiano delle opere in cui ha recitato, Danny Kamekona è stato doppiato da:
- Alessandro Rossi in Karate Kid II - La storia continua...
- Giancarlo Padoan in La vedova nera
- Dante Biagioni in La legge di Burke
- Gianluca Machelli in Hawaii Squadra Cinque Zero (Che Fong, ridoppiaggio)